# Sicyos australis
Sicyos australis är en gurkväxtart som beskrevs av Stephan Ladislaus Endlicher. Sicyos australis ingår i släktet hårgurkor, och familjen gurkväxter. Inga underarter finns listade i Catalogue of Life.

## Bildgalleri

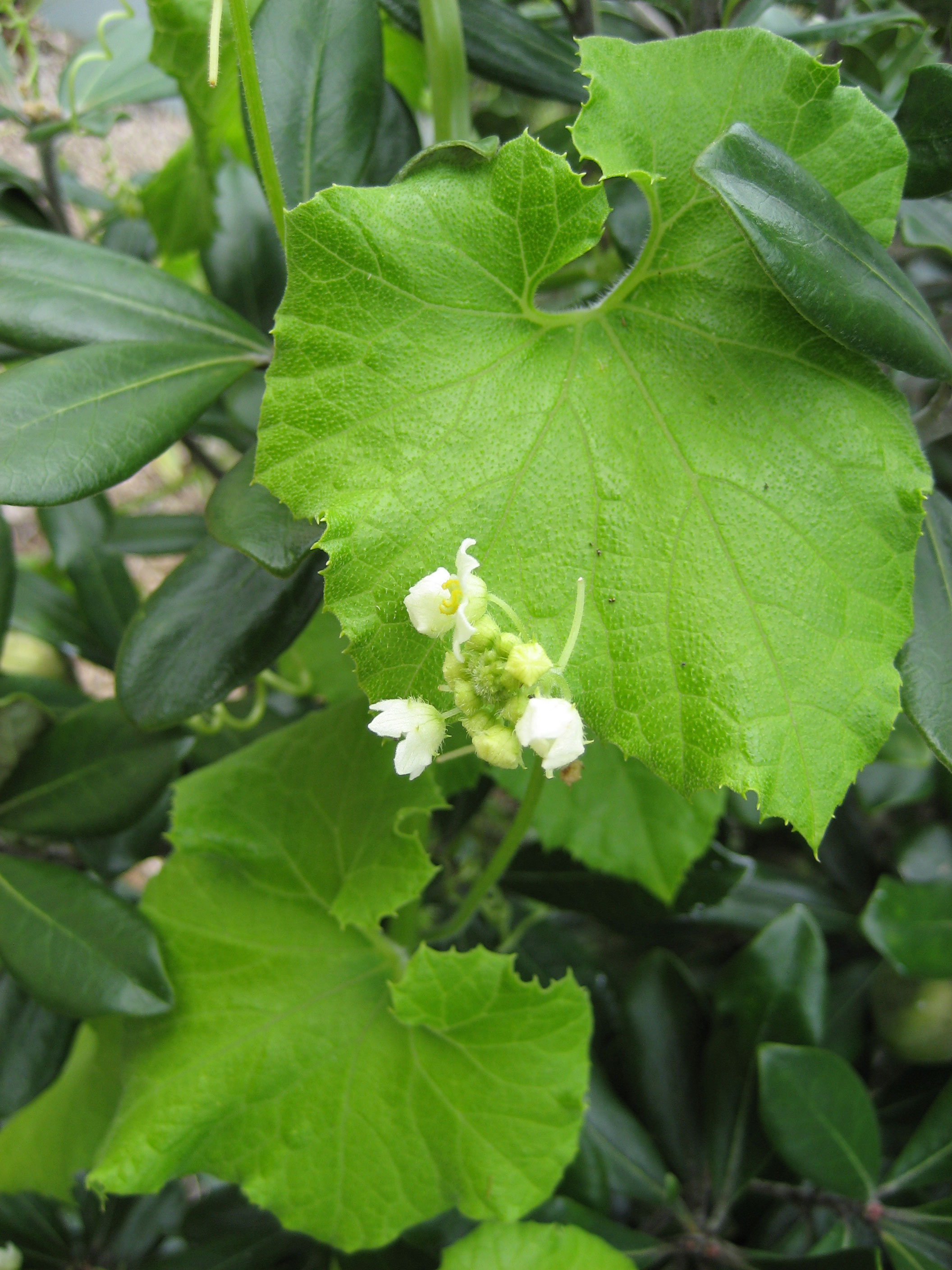
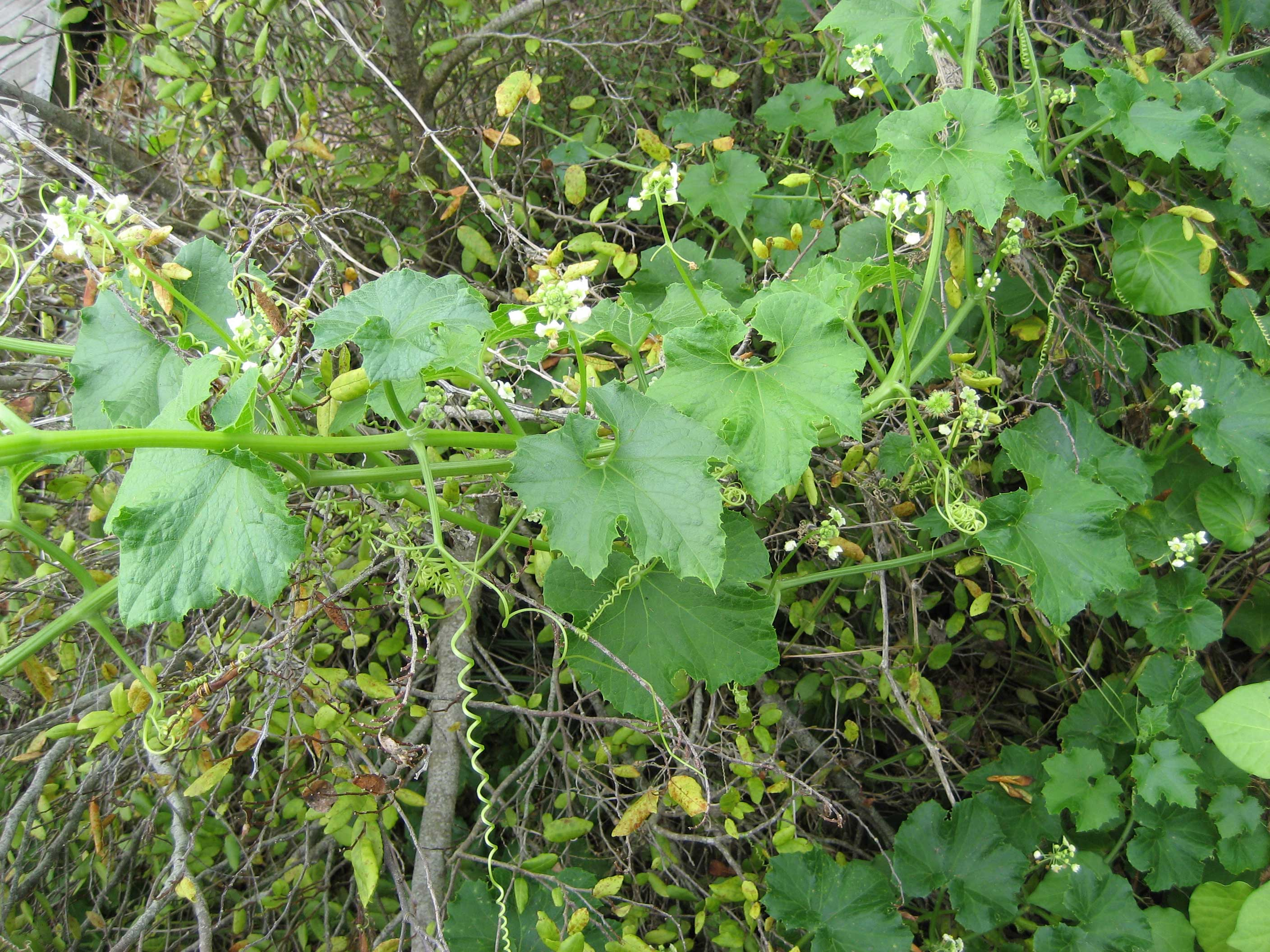